# Chaim Nahum
Chaim Nahum Efendi (en turco: Haim Nahum Efendi; en hebreo: חיים נחום; en árabe: حاييم ناحوم), 1872-1960, fue un erudito judío, jurista y lingüista del comienzo del siglo XX. Nacido en Manisa, en 1872, hace sus estudios en Palestina, en Estambul y en París. En los tiempos del imperio otomano fue el Jajam Bashi (el Rabino mayor) de la comunidad judía de El Cairo.  
En Egipto tuvo un rol de liderazgo reconocido tanto por los judíos como por las autoridades locales. Nahum ejerció igualmente la función de senador en la Asamblea Legislativa. Cuando Nahum falleció en 1960, fue sepultado en el cementerio judío de Bassatin, en El Cairo.  